# Andrzej Rej
Andrzej Rej, né en 1584 et mort le 13 février 1641 à Skoki est un diplomate polonais.

## Biographie
Andrzej Rej est le petit-fils de l'écrivain et politicien polonais Mikołaj Rej. Sa famille fait partie de l'aristocratie polonaise et porte le blason de l'Oksza (pl).
Il reçoit une formation de qualité, dans des établissements protestants et calvinistes, dans l'Ouest de l'Europe. Inscrit en 1600 à la prestigieuse école d'Altdorf bei Nürnberg, il complète ensuite sa formation auprès de Bartholomaeus Keckermann à  Gdańsk entre 1605 et 1607. Il voyage ensuite à travers l'Europe, notamment à Saumur, à Venise et en Moravie. Il a également suivi les cours de l'université de Leyde.
Il est nommé staroste en 1631, et devient secrétaire et valet de chambre de Ladislas IV Vasa, souverain de la république des Deux Nations polono-lituanienne, roi de Pologne et grand-duc de Lituanie. En 1636 il représente le roi à Toruń, lors des funérailles protestantes d'Anna Vasa, à laquelle il était interdit par le Pape d'être enterrée dans une cathédrale catholique.
Il est envoyé en mission diplomatique en 1637 auprès des cours danoise et anglaise et aux Pays-Bas. Il a pour mission d'inviter leur souverains aux noces de Ladislas avec Cécile-Renée d'Autriche, et de désamorcer les tensions que pourraient croquer ce mariage avec une catholique. Il a le titre d'ambassadeur extraordinaire de la république des Deux Nations auprès de celle des sept Provinces-Unies, et de représentant de la République au royaume d'Angleterre.
C'est en décembre 1637 qu'il a pu rencontrer le peintre Rembrandt.

## Un noble polonais
Andrzej Rej pourrait être le modèle et commanditaire du tableau de Rembrandt Un noble polonais, sans qu'il ne puisse être tiré de conclusions certaines.